# Syzygium timorianum
Syzygium timorianum là một loài thực vật có hoa trong Họ Đào kim nương. Loài này được Decne. mô tả khoa học đầu tiên năm 1834.